# Brittany Daniel
Brittany Ann Daniel née le 17 mars 1976 à Gainesville (Floride), est une actrice américaine.

## Biographie
Brittany a une sœur jumelle, Cynthia Daniel (en), qui est aussi actrice. Elle a aussi un frère aîné nommé Brad.
Ses parents sont Carol et Charlton B. Daniel.

## Filmographie

### Cinéma
- 1995 : Basketball Diaries (The Basketball Diaries) de Scott Kalvert : Blinkie
- 2000 : Sonic Impact (en) de Rodney McDonald : Rachel
- 2001 : Joe La Crasse (Joe Dirt) de Dennie Gordon : Brandy
- 2004 : Club Dread de Jay Chandrasekhar : Jenny
- 2004 : FBI : Fausses blondes infiltrées (White Chicks) de Keenen Ivory Wayans : Megan Vandergeld
- 2005 : Dirty de Chris Fisher : Tatiana
- 2006 : Carnage : Les Meurtres de l'étrangleur de Hillside de Chris Fisher : Samantha Stone
- 2006 : Little Man de Keenen Ivory Wayans : Brittany
- 2006 : The Hamiltons de The Butcher Brothers : Dani Cummings
- 2007 : Loveless in Los Angeles (en) de Archie Gips : Kelly
- 2007 : Last of the Romantics de Vohn Regensburger : Sarah Xavier
- 2010 : Skyline de Greg et Colin Strause : Candice
- 2015 : Joe La Crasse 2 : Un bon gros loser (Joe Dirt 2:Beautiful Loser) de Fred Wolf : Brandy

### Télévision

#### Téléfilms
- 2000 : Catastrophe à la Nouvelle-Orléans (en) (On Hostile Ground) de Mario Azzopardi : Cindy Evers
- 2003 : 111 Gramercy Park de Bill D'Elia : Brynn Martin
- 2006 : Totally Awesome (en) de Neal Brennan : Kimberly

#### Séries télévisées
- 1992 : Swans Crossing (en) : Mila Rosnovsky (54 épisodes)
- 1994-1997 : Les jumelles de Sweet Valley (Sweet Valley High) : Jessica Wakefield (88 épisodes)
- 1999 : Dawson : Eve Whitman (4 épisodes)
- 2003 : That '80s Show : Sophia (13 épisodes)
- 2006-2015 : The Game : Kelly Pitts (80 épisodes)
- 2016 : Black-ish : Blair (saison 2, épisode 14)

## Distinctions

### Nominations
- Daytime Emmy Awards 2010 : Meilleure série télévisée dramatique pour  Ruby (en) (2008-2011) partagée avec Gay Rosenthal (Producteur exécutif), Paul Barrosse (Producteur  exécutif), Sarah Weidman (Productrice exécutive), Tim Puntillo (Producteur exécutif), Carrie Franklin (Producteur co-exécutif), Nicholas Caprio (Producteur co-exécutif), Tara Higgins (Producteur co-exécutif), Ruby Gettinger (Producteur), Ally Hilliard (Producteur), Norman Anderson (Producteur) et Scott Slifer (Producteur).
- 2007 : MTV Movie Awards du meilleur baiser dans une comédie pour Little Man (2006) partagée avec Marlon Wayans.
- 1993 : Young Artist Awards de la meilleure actrice dans une série télévisée dramatique pour Swans Crossing (en) (1992).

### Récompenses
- 2007 : New York International Independent Film & Video Festival de la meilleure actrice pour Last of the Romantics (2007).
- 1995 : Young Artist Awards de la meilleure actrice dans une série télévisée pour Les jumelles de Sweet Valley (Sweet Valley High) (1994-1997) partagée avec Cynthia Daniel